# Ivan Baranka
Ivan Baranka (Ilava, 19 maggio 1985) è un hockeista su ghiaccio slovacco.

## Palmarès

### Mondiali
- 1 medaglia:
  - 1 argento (Finlandia/Svezia 2012)